# Franciszek Rekucki (oficer)
Franciszek Rekucki (ur. 6 czerwca 1895 w Volosca, Istria, zm. 20 marca 1972 w Krakowie) – pułkownik kawalerii Wojska Polskiego.

## Życiorys
Urodził się 6 czerwca 1895 roku w rodzinie Stanisława i Marii z Kernów. Początkowo, w latach 1906–1908, uczęszczał do gimnazjum w Krakowie. W 1914 roku został absolwentem VII Gimnazjum we Lwowie i zdał egzamin dojrzałości. Od 1912 roku był członkiem Polskich Drużyn Strzeleckich. 16 sierpnia 1914 roku wstąpił do Legionów Polskich i został przydzielony do 13. kompanii IV batalionu 3 pułku piechoty. Po dwóch miesiącach został przeniesiony do 6 szwadronu 2 pułku ułanów. Uczestniczył w kampanii karpackiej, besarabskiej, bukowińskiej i wołyńskiej. Awansował na podoficera. Latem 1917 roku, po kryzysie przysięgowym, wstąpił do Polskiego Korpusu Posiłkowego. W bitwie pod Rarańczą w połowie lutego 1918 roku został internowany, a następnie wcielony do c. i k. armii. Od 27 marca do 12 września 1918 roku walczył na froncie włoskim, a następnie zdezerterował i wrócił do Królestwa Polskiego.
Od 9 listopada do 13 grudnia 1918 roku był uczniem klasy „J” Szkoły Podchorążych w Ostrowi Mazowieckiej. Szkołę ukończył z 9. lokatą. Po odzyskaniu przez Polskę niepodległości został przyjęty do Wojska Polskiego. W grudniu wstąpił do Legii Akademickiej jako podchorąży instruktor. Został awansowany do stopnia podporucznika 1 marca 1919 roku, później do stopnia porucznika 1 kwietnia 1920 roku. Brał udział w wojnie polsko-ukraińskiej 1919, później w wojnie polsko-bolszewickiej. Służył w 36 pułku piechoty Legii Akademickiej jako dowódca plutonu, adiutant, dowódca kompanii.
5 kwietnia 1921 roku został przeniesiony do 22 pułku ułanów z jednoczesnym przeniesieniem z korpusu oficerów piechoty do korpusu oficerów kawalerii. W garnizonie Radymno, a później Brody służył przez jedenaście lat. 3 maja 1922 roku został zweryfikowany w stopniu porucznika ze starszeństwem z dniem 1 czerwca 1919 roku i 439. lokatą w korpusie oficerów jazdy (od 1924 roku – kawalerii). 18 maja 1923 roku Prezydent RP zatwierdził go w stopniu rotmistrza ze starszeństwem z dniem 1 czerwca 1919 roku i 398. lokatą w korpusie oficerów jazdy. 27 stycznia 1930 roku został mianowany majorem ze starszeństwem z dniem 1 stycznia 1930 roku i 27. lokatą w korpusie oficerów kawalerii. Był między innymi dowódcą Szwadronu Zapasowego 22 pułku ułanów w Złoczowie.
23 marca 1932 roku został przeniesiony do 18 pułku Ułanów Pomorskich w Grudziądzu na stanowisko kwatermistrza. W kwietniu 1937 roku został przeniesiony do 5 pułku strzelców konnych w Dębicy na stanowisko kwatermistrza. Na tym stanowisku walczył w kampanii wrześniowej 1939 roku.
Dostał się do niewoli niemieckiej, z której zbiegł. Od 1940 w Krakowie działał w Związku Walki Zbrojnej jako komendant Odcinka Podgórze i Obwodu Kraków-Miasto. Został awansowany do stopnia podpułkownika czasu wojny 11 listopada 1941. Następnie został oficerem Armii Krajowej. Pełnił funkcję zastępcy komendanta Okręgu Lwów od czerwca 1944. Był także inspektorem oddziałów partyzantów. W czasie akcji „Burza” dowódca Zgrupowania Wschód 5 DP. Od końca lipca 1944 był komendantem okręgu w ramach organizacji NIE. Od września 1944 dowódca Zgrupowania Warta, działającego na obszarze rzeszowskim do połowy 1945. Po złożeniu broni przeprowadził się do Sopotu. Był organizatorem konspiracyjnego Zrzeszenia „Wolność i Niezawisłość” w Jeleniej Górze od września 1945, został szefem Okręgu Zachód WiN. Jego następcą od listopada 1945 roku był ppłk Bolesław Tomaszewski ps. „Zamojski”. W 1946 roku awansowany na pułkownika ze starszeństwem z dniem 1 stycznia 1945.
Zamieszkał w Krakowie, gdzie zmarł 20 marca 1972. Został pochowany 24 marca 1972 na cmentarzu Rakowickim (kwatera FD-płn-9).

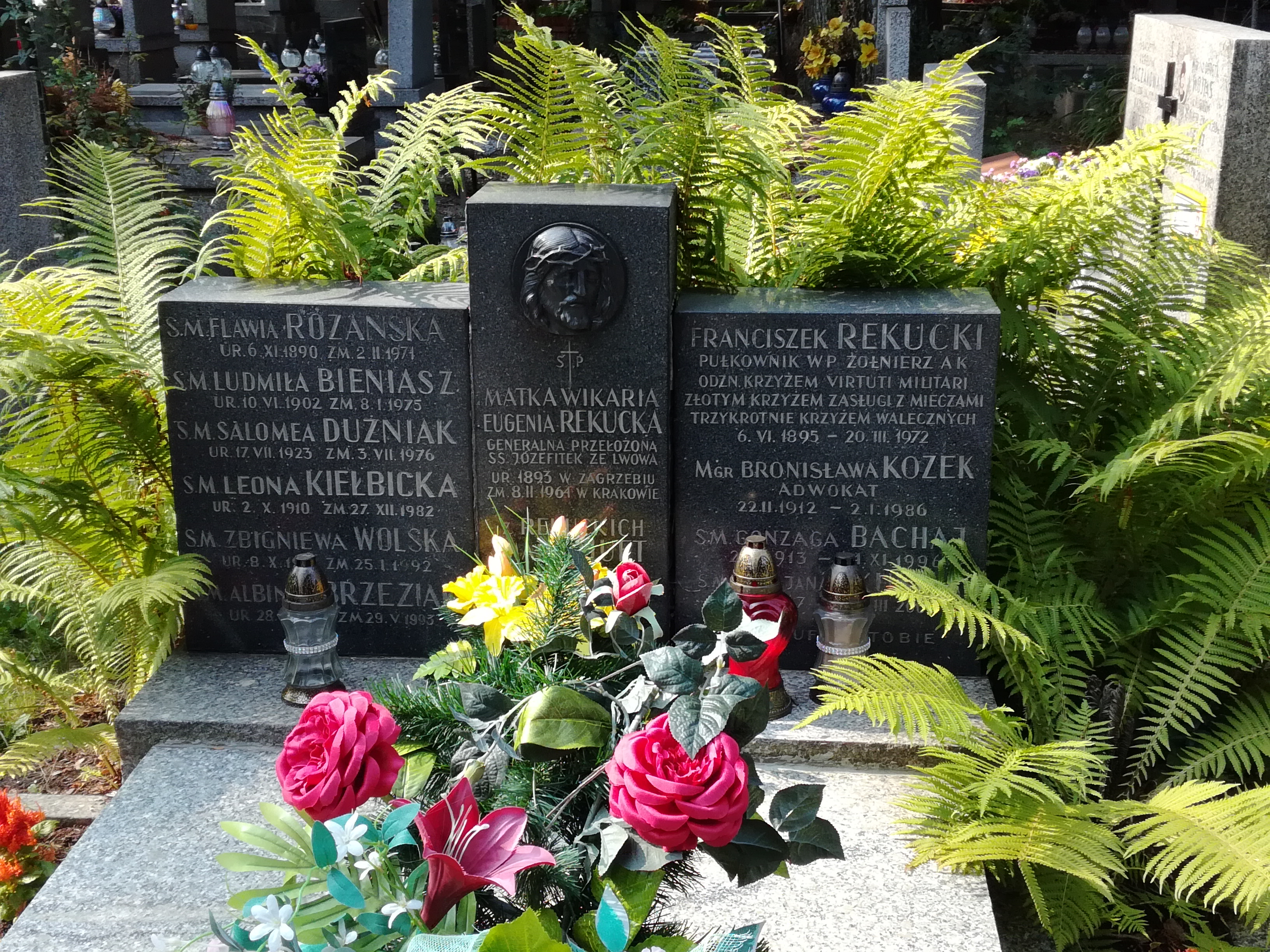
Grób płka Franciszka Rekuckiego na cmentarzu Rakowickim

Dwukrotnie żonaty. Jego pierwszą żoną od 1923 była Maria Irena z Kanteckich, a drugą od 1940 była Maria ze Steckich, z którą miał syna Zbigniewa (ur. 1945) i córkę Janinę po mężu Bugajską.

## Ordery i odznaczenia
- Krzyż Złoty Orderu Virtuti Militari
- Krzyż Srebrny Orderu Virtuti Militari nr 12498[15]
- Krzyż Niepodległości (4 lutego 1932)[16]
- Złoty Krzyż Zasługi z Mieczami
- Krzyż Walecznych (trzykrotnie)
- Srebrny Krzyż Zasługi (10 listopada 1928)[17]
- Krzyż Partyzancki